# 上野本郷
上野本郷（うえのほんごう）は、埼玉県上尾市および同県さいたま市西区の大字。郵便番号は上尾市が362-0056、さいたま市西区が331-0000。
上尾市の統計などでは平方地区で分類されている。

## 地理
埼玉県の県央地域で、上尾市南西部の大宮台地上で上尾市の最南端に位置する。東側で大字平方領領家やさいたま市西区大字中釘に、南側から西側にかけてさいたま市西区大字指扇領辻に、北側を大字上野に隣接する。地区の中央部には、大字平方領領家の小さな飛地が二カ所ある。地区の南部はさいたま市側に細長く突き出し、大字平方領領家の飛地や大字指扇領辻との境界が複雑に錯綜する。地区の南端のさいたま市との境界付近で普通河川の指扇辻川が流れる。
地区内は全域が市街化調整区域で農地が多く残り、屋敷森のある農家も数多く所在する、隣接する大字上野や大字平方領領家と同様、農地的土地利用の比重が高い地区である。農地は主に畑地である。また、地区の東から南にかけての小河川の指扇辻川（滝沼川の支流）が開析する低地沿い（谷戸）はさいたま市との市境が通り、水田として利用されていたが近年は営農環境の悪化により荒地化した一方で、台地上の水田（陸田化）が増加している。地内に上野本郷前遺跡（県遺跡番号：14-306）などの集落跡があり、土器片が発掘されている。
さいたま市西区の上野本郷は、上尾市との境界付近に地番568-3が存在するのみである。

## 歴史
もとは江戸期より存在した武蔵国足立郡指扇領に属する上野本郷村であった。村高は正保年間の『武蔵田園簿』では130石（田73石余、畑56石余、山銭として永411貫文）、『元禄郷帳』136および『天保郷帳』によると136石余であった。化政期の戸数は22軒で、村の規模は東西3町、南北10町余であった。地名は台地面上にある本郷を意味するものと云われている。
1875年（明治8年）の農業産物高は武蔵国郡村誌によると米77.2石、大麦104.6石、小麦15.9石、大豆3.5石、栗20.3石、稗19石、蕎麦6.6石、菜種3.5石、茶3貫、甘藷720貫、里芋2400貫であった。
1880年代は農地の割合が71.4 %（田19.5 %、畑51.9 %）で最も広く、山林の割合は15.6 %で、宅地が7.7 %で、原野は1.2 %であった。1950年代でも桑畑が普通畑に置き換わり、宅地が若干増加したほかは大きな変化は見られない。
初めは幕府領、1623年（元和9年）より知行は旗本山内氏。1689年（元禄2年）より山内氏が土佐藩に移封されたため上知され再び幕府領となるが、1696年（元禄9年）より知行は旗本春日氏（従五位下春日河内守貞顯）となり、1701年（元禄14年）より知行は一族の春日氏となる。なお検地は1694年（元禄7年）に実施。
- 幕末の時点では足立郡上野本郷村であった。明治初年の『旧高旧領取調帳』の記載によると、旗本春日半次郎の知行であった[20][注釈 4]。
- 1868年（慶応4年）6月19日 - 武蔵知県事・山田政則（忍藩士）の管轄となる。
- 1869年（明治2年） 
  - 1月13日 - 武蔵知県事・宮原忠英の管轄区域に大宮県を設置、同県の管轄となる。県庁は東京府馬喰町に置かれる。
  - 9月29日 - 県庁が浦和に置かれ浦和県に改称。
- 1871年（明治4年）11月13日 - 第1次府県統合により埼玉県の管轄となる。
- 1872年（明治5年）3月 - 大区小区制施行により第19区に属す[22][23]。
- 1879年（明治12年）3月17日 - 郡区町村編制法により成立した北足立郡に属す。郡役所は浦和宿に設置。
- 1884年（明治17年）7月14日 - 連合戸長役場制により成立した平方村連合に属す。連合戸長役場は平方村に設置[24]。
- 1889年（明治22年）4月1日 - 町村制施行に伴い、上野本郷村を含む区域をもって平方村が成立。平方村の大字上野本郷となる[25]。
- 1928年（昭和3年）11月1日 - 平方村の町制施行により、平方町の大字となる[26]。
- 1955年（昭和30年）11月1日 - 町村合併促進法の施行に伴い、平方町が上尾町・原市町・大石村・大谷村・上平村と合併により新たな上尾町となったことに伴い、上尾町の大字となる[26]。
- 1958年（昭和33年）7月15日 - 上尾町が市制を施行し[26]、上尾市の大字となる。
- 1982年（昭和57年）3月 - 上尾市の3月定例市議会にて上野本郷字常光橋と平方領領家字滝沼の各一部を、大宮市へ編入する際の境界変更を行なう旨を県知事に申請することを議決する[27]。
- 時期不明 - 境界変更により、一部が大宮市に編入される。大宮市大字上野本郷が成立[注釈 5][注釈 6]。
- 2001年（平成13年）5月1日 - 浦和市・大宮市・与野市が合併し、さいたま市が発足。上尾市およびさいたま市の大字となる。
- 2003年（平成15年）4月1日 - さいたま市が政令指定都市に移行。上尾市およびさいたま市西区の大字となる。

### 存在していた小字
小字は以下のほかにも児の墓（ちごのはか）、明神前、明神下、明神裏が『武蔵國郡村誌』や『新編武蔵風土記稿』に記されているが、現在の場所を特定できない。
- 北[14]
- 西[注釈 7]
- 東[注釈 8]
- 南[注釈 9]
- 南道下
- 西道下
- 前
- 常光橋[29]

## 世帯数と人口

### 上尾市
2019年（平成31年）1月1日時点（上尾市発表）の世帯数と人口は以下の通りである。
| 大字     | 世帯数  | 人口  |
| -------- | ------- | ----- |
| 上野本郷 | 188世帯 | 437人 |

### さいたま市西区
2019年（平成31年）4月1日時点（さいたま市発表）の世帯数と人口は以下の通りである。
| 大字     | 世帯数 | 人口 |
| -------- | ------ | ---- |
| 上野本郷 | 0世帯  | 0人  |

## 小・中学校の学区

### 上尾市
市立小・中学校に通う場合、学区（校区）は以下の通りとなる。
| 大字     | 区域 | 小学校             | 中学校             |
| -------- | ---- | ------------------ | ------------------ |
| 上野本郷 | 全域 | 上尾市立平方小学校 | 上尾市立太平中学校 |

### さいたま市西区
学区は示されていない。

## 事業所
2021年（令和3年）現在の経済センサス調査による事業所数と従業員数は以下の通りである。

### さいたま市西区
事業所は存在しない。

### 上尾市
| 大字     | 事業所数 | 従業員数 |
| -------- | -------- | -------- |
| 上野本郷 | 17事業所 | 93人     |

## 交通
地区内に鉄道は敷設されていない。最寄り駅は川越線指扇駅である。駅から遠く徒歩圏ではない。

### 道路
地区内に国道および主要地方道・一般県道は通っていない。
- 秋葉通り - 地区の最南端をかすめる

### バス
大宮駅西口や西大宮駅北口方面への路線バスが運行されている。
東武バスウエスト上尾営業所・東武バスウエスト大宮営業事務所
地区内は「一本木」バス停留所が設置されている。
上尾市コミュニティバス「ぐるっとくん」
- 平方小敷谷循環

地区内は「一本木」バス停留所が設置されている。

## 町内会
- 上野本郷自治会[35]

## 施設
地内に街区公園や神社は存在しない。また、地内に指定緊急避難場所は存在しない。上野本郷村の頃は神社は村社の稲荷社のほか、神明社、荒神社、熊野社が設立されていた。旧平方村で村内にある神社の合祀が1908年（明治41年）5月に行われたためである。合祀先は平方の氷川神社で、1909年（明治42年）9月25日に合祀祭が挙行され、橘神社に改称された。また、地内に観音堂が建立され、1876年（明治9年）1月まで存在が確認されているが、その後1882年（明治15年）までに廃堂されている。なお、以下はすべて上尾市に所在する。
- 上野本郷公民館
- 浦和実業学園中学校・高等学校グラウンド - 平方領領家や指扇領辻にまたがる。
- 秋葉の森総合公園 - ごく一部が上尾市の市域に掛かる。
- 大宮武蔵野ペット霊園